# Actinobolus radians
Actinobolus radians är en skalbaggsart som beskrevs av John Obadiah Westwood 1841. Actinobolus radians ingår i släktet Actinobolus och familjen Dynastidae. Inga underarter finns listade i Catalogue of Life.